# Jerzy Rejt
Jerzy Rejt (ukr. Юрій Рейт, ur. 1 czerwca 1947 w Warszawie) – działacz mniejszości ukraińskiej w Polsce, pierwszy przewodniczący Związku Ukraińców w Polsce (1990–1996), prezydent Europejskiego Kongresu Ukraińców (1995–1996), przewodniczący Rady Głównej Związku Ukraińców w Polsce (1996–1998), lekarz weterynarii.

## Życiorys
W 1966 r. ukończył II Liceum Ogólnokształcące im. Stefana Batorego w Warszawie. Studiował na wydziale weterynarii Szkoły Głównej Gospodarstwa Wiejskiego w Warszawie. W latach 1973–1980 nauczyciel akademicki (Wydział Technologii Żywności SGGW). Wiceprzewodniczący Ukraińskiego Towarzystwa Społeczno-Kulturalnego (UTSK) (1989), pierwszy przewodniczący Związku Ukraińców w Polsce (1990–1996), członek władz Światowego Kongresu Ukraińców (Toronto, 1991–1997), członek Ukraińskiej Światowej Rady Koordynacyjnej (Kijów, 1992–1997), prezydent Europejskiego Kongresu Ukraińców (Londyn, 1995–1996), przewodniczący Rady Głównej Związku Ukraińców w Polsce (1996–1998). W latach 1999–2006 pracownik Fundacji Instytut Studiów Wschodnich (w latach 2000–2006 dyrektor Biura Współpracy Zagranicznej), od 2006 r. – Kolegium Europy Wschodniej im. Jana Nowaka-Jeziorańskiego, gdzie do 2013 r. pełnił funkcję dyrektora Programu „Study Tours to Poland” Polsko-Amerykańskiej Fundacji Wolności, a następnie Senior Programme Assistent STP.
Przewodniczący Rady Organizacji Pozarządowych przy Ambasadzie Ukrainy w Polsce (2006–2010), członek Forum Polsko-Ukraińskiego (od 2000 r.), Rady Fundacji Współpracy Polsko-Ukraińskiej PAUCI (2008–2009), Rady Programowej Fundacji Edukacja dla Demokracji (2008–2010), Rady Fundacji Polsko-Niemieckiej Współpracy Młodzieży (2008–2010) oraz Rady Fundacji Solidarności Międzynarodowej (2011–2015).
W latach 1963–2006 członek chóru cerkwi Uspeńskiej przy greckokatolickim monasterze Zaśnięcia Najświętszej Marii Panny OO. Bazylianów w Warszawie. Od 1972 do 1989 r. – śpiewak Ukraińskiego Chóru Męskiego „Żurawli”; kilkakrotnie pełnił funkcję prezesa Rady Chóru.

## Działalność
W 1990 r. współorganizował I Światowe Forum Diaspory Ukraińskiej (1990 r. Warszawa–Biały Bór) z udziałem przedstawiciele organizacji ukraińskich z USA, Kanady, Anglii, Belgii, Niemiec, Francji, Brazylii, Czechosłowacji, Rumunii, Jugosławii, Litwy i Rosji oraz prezydenta Światowego Kongresu Wolnych Ukraińców Jurija Szymko. W Forum wzięli udział przedstawiciele ukraińskiej opozycji demokratycznej: Iwan Dracz, Mychajło Horyń i Wiaczesław Czornowił. Dyskutowano o problemach ukraińskiej diaspory, o sytuacji na Ukrainie i sposobach pomocy, ze strony diaspory ukraińskiej dla procesów demokratycznych, budowania niezależności politycznej i niepodległości Ukrainy. Spotkania gości z Ukrainy z marszałkiem Senatu RP prof. Andrzejem Stelmachowskim i ministrem Jackiem Kuroniem dotyczyły przyszłych bilateralnych relacji polsko-ukraińskich.
Współorganizator prac renowacyjnych prowadzonych po 1990 r. na wolskim cmentarzu prawosławnym w Warszawie, mogił ukraińskich żołnierzy i oficerów URL oraz wykonania w 2000 r. dwóch pomników poświęconych żołnierzom Ukraińskiej Republiki Ludowej poległym w Bitwie Warszawskiej w 1920 r. i zmarłym na emigracji w Warszawie. 21 stycznia 1991 r. odprawiono uroczystą panachydę z okazji 73 rocznicy ogłoszenia niepodległości URL. Było to pierwsze po II wojnie światowej uroczyste nabożeństwo na grobach oficerów i żołnierzy armii ukraińskiej i wybitnych przedstawicieli jej władz państwowych.
Z ramienia ZUwP współorganizator wspólnie ze Światowym Związkiem Żołnierzy Armii Krajowej i Ośrodkiem Karta, stałych seminariów historyków ukraińskich i polskich na temat konfliktu polsko-ukraińskiego w latach czterdziestych XX w. Seminaria były organizowane przemiennie na Ukrainie i w Polsce pod opieką naukową Wschodnioeuropejskiego Narodowego Uniwersytetu im. Ł. Ukrainki w Łucku i Wojskowego Instytutu Historycznego w Warszawie. Od 1996 do 2001 r. odbyło się dziewięć trzydniowych seminariów. Przedyskutowano na nich 30 zreferowanych przez obie strony tematów, obejmujących problematykę historyczną dotyczącą terenów II RP zamieszkałych przez Polaków i Ukraińców, okres od zakończenia wojny polsko-bolszewickiej do zakończenia Akcji „Wisła” w 1947 r. Materiały z tych spotkań: referaty polskie i ukraińskie, pełna dyskusja i tzw. protokoły zgodności i rozbieżności zostały wydrukowane w 8 tomach materiałów poseminaryjnych pt. „Polska–Ukraina: trudne pytania”. Kolejne tomy powstały w 2001 i 2005 r. już po zakończeniu powyższego projektu realizowanego przez obie organizacje.
Podczas pracy w Fundacji Instytut Studiów Wschodnich brał udział w realizacji: Forum Ekonomicznego w Krynicy w latach 1999–2006, projektów dotyczących m.in. szkolenia samorządowców ukraińskich (w latach 1999–2001 w seminariach i szkoleniowych na terenie województwa małopolskiego wzięło udział 240 przedstawicieli administracji samorządowej z 20 obwodów ukraińskich), adaptacji systemu bankowego Polski i Ukrainy do wymogów i oczekiwań Unii Europejskiej (z udziałem 60 ukraińskich specjalistów sektora bankowego), w latach 1998–2002 reformy przemysłu węglowego na Ukrainie, w latach 1999–2001 organizacji stażów zawodowych w polskich firmach dla ukraińskich studentów.
W 2004 r. brał udział w pracach Stowarzyszenia „Wolna Ukraina” organizującego w Warszawie akcje wsparcia „Pomarańczowej Rewolucji” oraz wyjazd 200 polskich obserwatorów (w ramach Polskiej Misji Obserwacyjnej) na wybory prezydenckie na Ukrainie.
W latach 2004–2015, podczas pracy w Kolegium Europy Wschodniej im. Jana Nowaka-Jeziorańskiego, w ramach Programu Study Tours to Poland skierowanego do 7500 beneficjentów z Ukrainy (70% uczestników programu), Białorusi, Gruzji, Mołdawii, Rosji, Armenii, Azerbejdżanu, Kirgistanu, Kazachstanu, Tadżykistanu i Uzbekistanu współrealizował projekty m.in. związane z: przygotowaniem ukraińskich samorządów do wdrożenia reform decentralizacyjnych i stowarzyszenia z UE, Warszawską Letnią Akademią Euro-Atlantycką, szkoleniem w latach 2014–2015 urzędników z centralnych organów władzy Ukrainy, tworzeniem modelu ukraińskiego e-rządu (2014), współpracą polskiego i ukraińskiego IPN, wzmocnieniem ukraińskich służb celnych i granicznych (wspólny program z Fundacją Inicjatyw Menedżerskich Granica polsko-ukraińska wobec wyzwań organizacji Euro 2012” z udziałem 400 oficerów ukraińskich służb celnych i granicznych oraz 230 specjalistów z Polski, Niemiec, Słowacji i Węgier), przygotowanie służb celnych Ukrainy i Polski do Euro 2012.
W 2014 r. współtworzył Komitet Obywatelski Solidarności z Ukrainą. Z ramienia KOSzU koordynował działania grupy odpowiedzialnej za odbiór rannych z kijowskiego Majdanu Niepodległości przyjmowanych na leczenie w Polsce, rozmieszczenie ich w klinikach specjalistycznych CSK MSW w Warszawie oraz organizację opieki pozamedycznej w okresie rekonwalescencji.
Brał udział w organizacji uroczystości upamiętnienia 70 rocznicy Tragedii Wołyńskiej w Cerkwi Zaśnięcia Najświętszej Maryi Panny przy monasterze oo. Bazylianów w Warszawie (27 czerwca 2013 r.) z udziałem prezydenta RP Bronisława Komorowskiego z małżonką, Wielce Błogosławionego Swiatosława (Szewczuka) Arcybiskupa Większego Kijowa i Halicza, zwierzchnika Ukraińskiego Kościoła Greckokatolickiego oraz przedstawicieli Rady Ministrów RP, posłów na Sejm RP i senatorów, eurodeputowanych, intelektualistów polskich i ukraińskich, działaczy społecznych zaangażowanych w proces budowania pojednania między Polakami i Ukraińcami. We wspólnej modlitwie uczestniczyli m.in.: abp Józef Michalik, metropolita Przemyski i Przewodniczący Konferencji Episkopatu Polski, Kazimierz Kardynał Nycz, abp Józef Kowalczyk, oraz inni arcybiskupi i biskupi polscy, a także hierarchowie i duchowieństwo Cerkwi greckokatolickiej przybyli z Ukrainy oraz z Polski z Janem (Martyniakiem), arcybiskupem i metropolitą Przemysko-Warszawskim. Dzień później w siedzibie Konferencji Episkopatu Polski została ogłoszona Deklaracja w 70. rocznicę tragedii wołyńskiej, którą podpisali: abp Swiatosław Szewczuk, abp Józef Michalik, abp Mieczysław Mokrzycki oraz abp Jan (Martyniak).
Współautor dokumentu „Pakiet Obywatelski dla Ukrainy” – propozycji wprowadzenia mechanizmów i rozwiązań, które powinny wejść do zmian systemowych na Ukrainie, w szczególności reformy administracji publicznej i mechanizmów decentralizacji w zarządzaniu państwem. Dokument został przekazany Wołodymyrowi Hrojsmanowi, przewodniczącemu Rady Najwyższej Ukrainy, podczas wizyty w Warszawie 29 kwietnia 2015 r.

## Życie prywatne
Żonaty z Anną z Kierkoszów, wysiedloną wraz z rodziną w ramach Akcji „Wisła” na tzw. Ziemie Odzyskane, córką zamordowanego w 1947 r. Józefa Kierkosza, diaka z Wojtkówki koło Ustrzyk Dolnych. Ma syna i córkę oraz dwoje wnuków.
Prawnuk Onufrego Reytta, założyciela linii zacierzewskiej rodu, którego protoplastami byli Oleś Reyt i jego syn Symeon, bojarzy putni w dobrach Radziwiłłów nieświeskich. Syn Antoniego (1902–1950) i Olgi z Lewickich (1906–1967). Ojciec w czasie II wojny światowej walczył w szeregach I Armii Polskiej w ZSRR (1 Dywizja Piechoty im. T. Kościuszki). Matka (córka ks. Lwa Lewickiego) pochodziła z drobnoszlacheckiej rodziny księży greckokatolickich z okolic Kołomyi (Ukraina). Oboje rodzice byli nauczycielami.
Siostrzeniec Stefanii z Lewickich Tarantiuk, kandydatki do grona błogosławionych męczenników Ukraińskiej Cerkwi Greckokatolickiej, zamordowanej w październiku 1945 r. w Niegowcach (ukr. Негівці), Iwana Lewickiego, żołnierza Strzelców Siczowych, poległego w walkach z bolszewikami w czasie wojny ukraińsko-radzieckiej 1917–1921 oraz ks. Kostiantyna Lewickiego, duchownego greckokatolickiego, zesłanego wraz z żoną na daleki wschód Rosji (m. Dhonka, region nanajski w Kraju Chabarowskim) za działalność duszpasterską. Bratanek Jana Rejta, więźnia obozu jenieckiego NKWD w Ostaszkowie, zamordowanego w Twerze w kwietniu 1940 r., oraz Felicjana Rejta, więźnia obozów jenieckich NKWD w Griazowcu i Kozielsku, żołnierza 5 Wileńskiej Dywizji Piechoty (Polskie Siły Zbrojne w ZSRR), uczestnika bitwy o Monte Cassino.

## Odznaczenia

### polskie
- Krzyż Kawalerski Orderu Odrodzenia Polski (2015)[31]
- Odznaka Honorowa „Bene Merito” (2011)[32]
- Srebrny medal „Za zasługi dla Straży Granicznej” (2011)
- Srebrna odznaka Zasłużony dla Służby Celnej (2012)[33]

### ukraińskie
- Order „Za Zasługi” III stopnia (1998)[34]
- Odznaka Honorowa Rady Ministrów Ukrainy (2006)
- Order „Za Zasługi” II stopnia (2008)[35]
- Medal „Za działania na rzecz wzmocnienia granicy państwowej Ukrainy” (2010)
- Odznaka Honorowa Państwowej Służby Celnej Ukrainy (2010)
- Odznaka Ministerstwa Obrony Ukrainy „Знак пошани” (2017)[36]
- Order kniazia Jarosława Mądrego V klasy (2025)[37]

## Nagrody i wyróżnienia

### polskie
- Odznaka Ministra Kultury „Zasłużony Działacz Kultury” (1977)
- Złota odznaka Polskiego Związku Chórów i Orkiestr (1977)
- Nagroda Ministra Rolnictwa „Za wyniki w pracy naukowej” (1979)
- Nagroda Ministra Kultury (1998)
- Nagroda im. Jerzego Milewskiego (1999)[38][39]

### ukraińskie
- Dyplom Prezydenta Ukrainy „Za osobisty wkład w rozbudowę niepodległej Ukrainy” (1996)
- Dyplom Honorowy Ludowego Ruchu Ukrainy „Za oddanie dla idei państwowości i demokracji, za wielki osobisty wkład w powstanie i rozbudowę Państwa Ukraińskiego” (1999)
- Dyplom Ministra Spraw Zagranicznych Ukrainy „Za wkład w rozwój stosunków ukraińsko-polskich” (2005)
- Dyplom Ministra Spraw Zagranicznych Ukrainy „Za wkład w rozwój diaspory ukraińskiej” (2006)
- Dyplom Ambasady Ukrainy w RP „Za doniosły wkład w rozwój współpracy ukraińsko-polskiej” (2008)
- Medal Honorowy Połtawskiej Rady Obwodowej (2008)

### inne
- Medal „Za zasługi” Europejskiego Kongresu Ukraińców (2009)[40]
- Dyplom sekretarza generalnego Światowej Organizacji Celnej (WCO) Kunio Mikuriya „Za realizację projektów z udziałem ukraińskich i polskich służb celnych” (2010)